# Thomas Luckmann
Thomas Luckmann (Jesenice, 14 d'octubre 1927-10 de maig de 2016) va ser un sociòleg alemany d'origen eslovè. Els seus camps de recerca principals van ser la sociologia de la comunicació, sociologia del coneixement, sociologia de la religió, i filosofia de la ciència.
Va néixer com Tomaž Luckmann, el 14 d'octubre de 1927, a Eslovènia la ciutat fronterera industrial de nord de Jesenice, llavors part de Iugoslàvia. El seu pare era austríac un industrial del nord, mentre que la seva mare era una eslovena de Ljubljana. Per banda de mare era cosí del poeta eslovè Božo Vodušek. Va créixer en un ambient bilingüe. En la família, van parlar tots dos la llengua eslovena i la llengua alemanya, i van freqüentar escoles eslovenes a Jesenice fins a 1941, i després les alemanyes. Acabada la Segona Guerra Mundial, la família va emigrar a Àustria. Luckmann va estudiar sociologia a la Universitat de Viena i la Universitat de Innsbruck. Es va traslladar després als Estats Units, on va estudiar en la Nova escola per a la recerca social en Nova York. Va treballar com a professor de sociologia en la Universitat de Konstanz en Alemanya, on des de 1994 va ser professor emèrit. Es va casar i va tenir una filla.
Luckman va ser deixeble d'Alfred Schütz, un dels referents de l'escola fenomenològica –Schütz desenvolupa a la primera meitat del segle XX la fenomenologia del món social, que es basa en l'experiència diària–, amb qui va escriure Estructures del món de la vida (1982). També és autor de La religió invisible (1967), un dels seus llibres més coneguts on proposa una aproximació àmplia a la religió, Teoria de l’acció social (1992) i Coneixement i societat (1981-2002). Amb tot la seva obra més coneguda és La construcció social de la realitat (1966), escrita junt a Peter Berger. Aquesta obra teòrica estableix les bases de la seva teoria del construccionisme: tot el coneixement sobre la realitat parteix i es manté a través de la interacció social dels éssers humans. Luckman hi defensa que l'ordre social és una construcció de la subjectivitat humana.

## Obres essencials
- The Social Construction of Reality (La construcció social de la realitat) (1966, amb Peter L. Berger) (hi ha traducció catalana, editorial Herder, Barcelona, 1988, ISBN 84-254-1628-0)
- The Invisible Religion (1967)
- The Sociology of Language (1975)
- Structures of the Life-World (1982, amb Alfred Schütz)
- Life-World and Social Realities (1983)
- The Sociology of Language (1975)
- Theory of Social Action (1992)